# Мин, Давид
Давид Мин (нидерл. Eros Maddy; род. 23 июня 1999, Зандам, Северная Голландия) — нидерландский футболист, нападающий клуба «Утрехт».

## Клубная карьера
Мин — воспитанник клубов «Фортуна Вормервер» и «Валвейк». 13 сентября 2020 года в матче против «Витесса» он дебютировал в Эредивизи в составе последних. 27 января 2021 года в поединке против ситтардской «Фортуны» Давид забил свой первый гол за «Валвейк». В феврале 2021 года продлил контракт с клубом до середины 2023 года. Летом 2022 года Мин на правах аренды перешёл в «Телстар». 26 августа в матче против «Хелмонд Спорт» он дебютировал в Эрстедивизи. 9 сентября в поединке против «Алмере Сити» Давид забил свой первый гол за «Телстар». По окончании аренды игрок вернулся в «Валвейк» и продлил контракт до 2025 года.
31 мая 2024 года подписал четырёхлетний контракт с «Утрехтом».

## Статистика выступлений
| Клуб             | Сезон            | Лига | Лига | Кубок | Кубок | Итого | Итого |
| Клуб             | Сезон            | Игры | Голы | Игры  | Голы  | Игры  | Голы  |
| ---------------- | ---------------- | ---- | ---- | ----- | ----- | ----- | ----- |
| Валвейк          | 2020/21          | 5    | 1    | 0     | 0     | 5     | 1     |
| Валвейк          | 2023/24          | 29   | 10   | 0     | 0     | 29    | 10    |
| Валвейк          | Итого            | 34   | 11   | 0     | 0     | 34    | 11    |
| → Телстар        | 2022/23          | 32   | 7    | 1     | 0     | 33    | 7     |
| → Телстар        | Итого            | 32   | 7    | 1     | 0     | 33    | 7     |
| Утрехт           | 2024/25          | 27   | 3    | 3     | 2     | 30    | 5     |
| Утрехт           | Итого            | 27   | 3    | 3     | 2     | 30    | 5     |
| Всего за карьеру | Всего за карьеру | 93   | 21   | 4     | 2     | 97    | 23    |